# Corynellus cinnabarinus
Corynellus cinnabarinus är en skalbaggsart som beskrevs av Chemsak och Linsley 1979. Corynellus cinnabarinus ingår i släktet Corynellus och familjen långhorningar.
Artens utbredningsområde är:
- Costa Rica.
- Guatemala.
- Honduras.

Inga underarter finns listade i Catalogue of Life.